# Espinoso del Rey
Espinoso del Rey es un municipio y localidad española de la provincia de Toledo, en la comunidad autónoma de Castilla-La Mancha. Cuenta con una población de 418 habitantes (INE 2024).

## Toponimia
El término «espinoso» se deriva del latín espinosus, y se debe a que en sus orígenes el pueblo estaba rodeado de espinos. En documentos de 1539 aparece como «lugar de pinoso» y en otro de 1556 se lee «de Eee pinoso».
El calificativo «del Rey» se añade en el siglo XVI, cuando es declarada villa exenta o realenga en virtud del privilegio y real Cédula de la Católica Majestad de Felipe II.

## Geografía
El municipio se encuentra situado en un valle formado por unas pequeñas colinas que salen de la sierra, dentro de las Tierras de Talavera. Pertenece a la comarca de La Jara y linda con los términos municipales de Torrecilla de la Jara al norte, este y oeste, y Los Navalucillos y Robledo del Mazo al sur, todos de Toledo.

## Historia

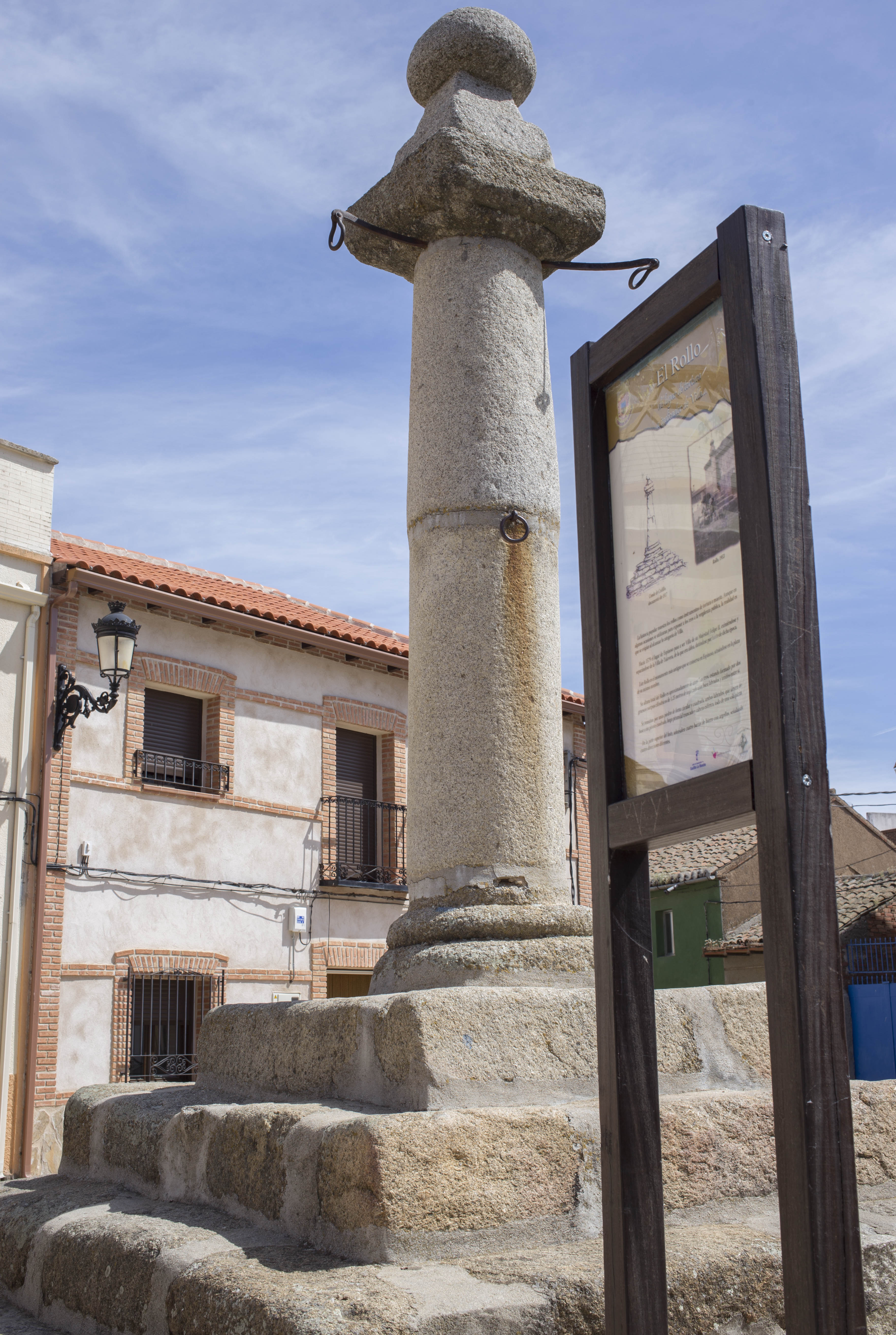
Rollo de justicia

La tradición data su fundación a principios del siglo IV por los primeros cristianos huidos de la Carpetania. De ser cierta, su fundación dataría de finales del siglo III o principios del IV. 
Perteneció a Talavera desde el reinado de Fernando III, quien concedió a  esa villa todas las tierras comprendidas entre Toledo y Trujillo, hasta el 14 de agosto de 1579 que adquiere el título de villa y pasa a ser gobernada por la Santa Hermandad y Vieja de Talavera. A partir de entonces, y por diversos problemas de lindes con otros municipios, se empobreció y fue causa de la disminución de su población.
Hasta 1798 conservó un archivo con abundante documentación sobre su pasado, pero fue desapareciendo por las guerras, incendios etc.
Hacia mediados del siglo XIX, la villa tenía contabilizada una población de 459 habitantes y su industria consistía en la cría de gusanos de seda, el carboneo y el corte de madera. La localidad aparece descrita en el séptimo volumen del Diccionario geográfico-estadístico-histórico de España y sus posesiones de Ultramar de Pascual Madoz de la siguiente manera:

ESPINOSO DEL REY: v. con ayunt. en la prov. y dióc. de Toledo (14 leg.), part. jud. del Puente del Arzobispo (7), aud. terr. de Madrid (22), c. g. de Castilla la Nueva: sit. en un valle formado por unas pequeñas colinas que salen de la Sierra; es de clima frio, reinan los vientos S. y O. y se padecen tercianas: tiene 131 casas con la consistorial, cárcel; escuela de primeras letras dotada por retribucion y una capellania que se le ha agregado últimamente, á la que asisten 40 niños; igl. parr. dedicada á Santiago el Mayor, curato de primer ascenso y provision ordinaria y en los afueras una ermita titulada de Ntra. Sra de los Remedios, colocada en lo alto de una pequeña colina á 400 varas del pueblo. Confina el term. por N. con el de Torrecilla; E. Belvis de la Jara; S. Piedraescrita; O. Navalmoral de Pusa, cuyos pueblos distan de 1 á 4 leg., en terreno escabroso, cercado por todas partes de montes y asperezas: los caminos son vecinales y malos: el correo se recibe en Talavera de la Reina, por balijero sin dia fijo. prod.: trigo, centeno, toda clase de frutas y bastantes moreras; se mantiene ganado cabrio, lanar; y se cria caza mayor y menor. ind. y comercio: cria de gusanos de seda, carboneo y corte de maderas. pobl.: 106 vec., 459 alm. cap. prod.: 383,755 rs. imp.: 10,594. contr. segun el cálculo oficial de la prov.: 74'48 por 100. Este pueblo es uno de los que corresponden al terr. de la Jara. (V.)
(Madoz, 1847, p. 576)

A principios del siglo XX se construyeron los lavaderos públicos, aprovechando las aguas sobrantes de la fuente de la Plaza de España siendo alcalde Tadeo Fajarnés. En 1925 se inauguró el alumbrado eléctrico, con la energía procedente de los saltos del río Gévalo.

## Demografía
Cuenta con una población de 418 habitantes (INE 2024).
| Gráfica de evolución demográfica de Espinoso del Rey entre 1842 y 2021                                                |
| |
| Población de derecho según los censos de población del INE. Población de hecho según los censos de población del INE. |

## Administración
| Periodo   | Nombre                     | Partido |
| --------- | -------------------------- | ------- |
| 1979-1983 | Luis Fernández Fernández   | PSOE    |
| 1983-1987 | Modesto Ariza Barrasa      | PSOE    |
| 1987-1991 | Ángel Pedro Aguado Jiménez | PP      |
| 1991-1995 | Samuel Gómez Ruiz          | PSOE    |
| 1995-1999 | Samuel Gómez Ruiz          | PSOE    |
| 1999-2003 | Samuel Gómez Ruiz          | PSOE    |
| 2003-2007 | Samuel Gómez Ruiz          | PSOE    |
| 2007-2011 | Samuel Gómez Ruiz          | PSOE    |
| 2011-2015 | Juan Carlos Molina Molina  | PP      |
| 2015-2019 | Juan Juárez Fernández      | PP      |

## Patrimonio

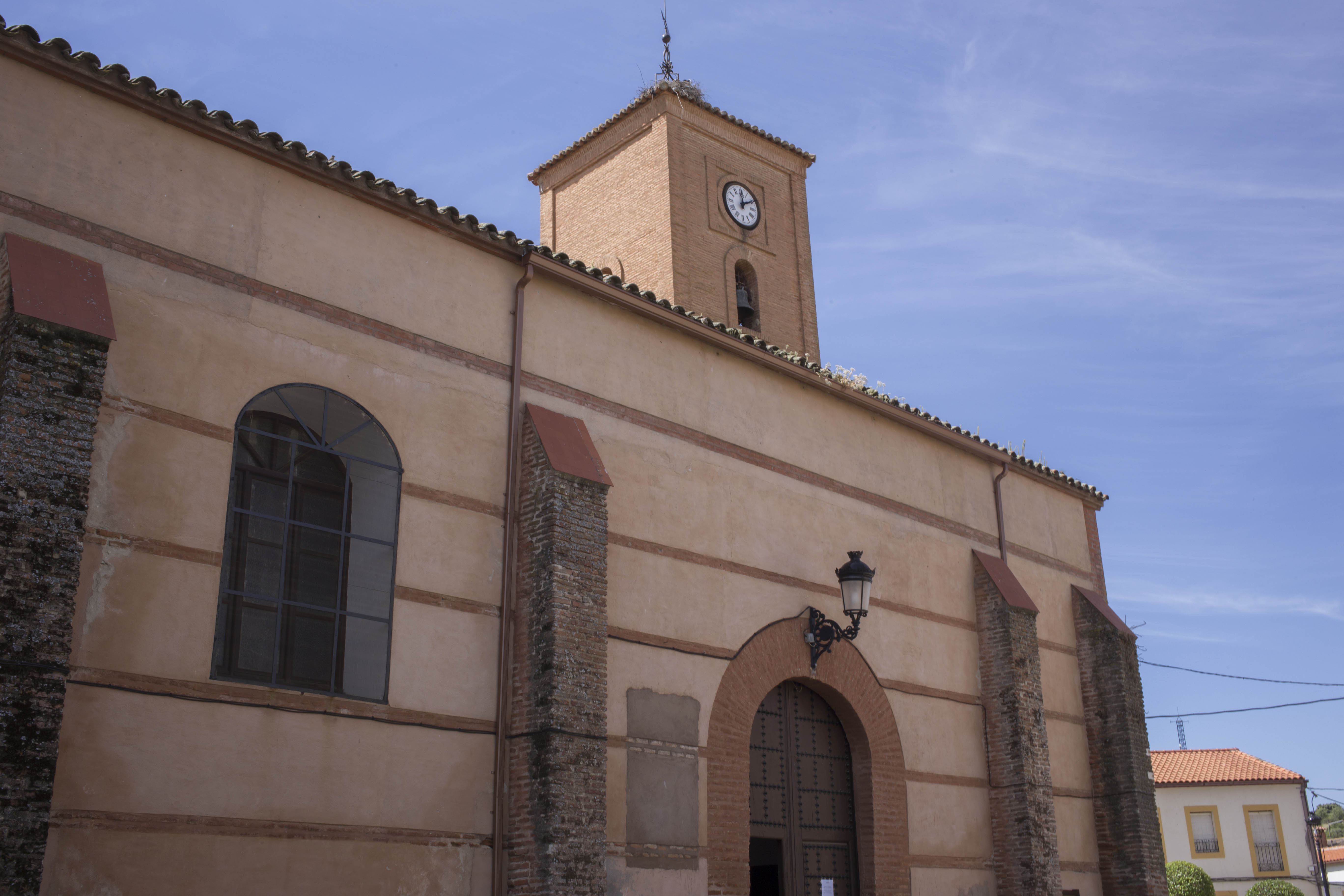
Exterior de la iglesia

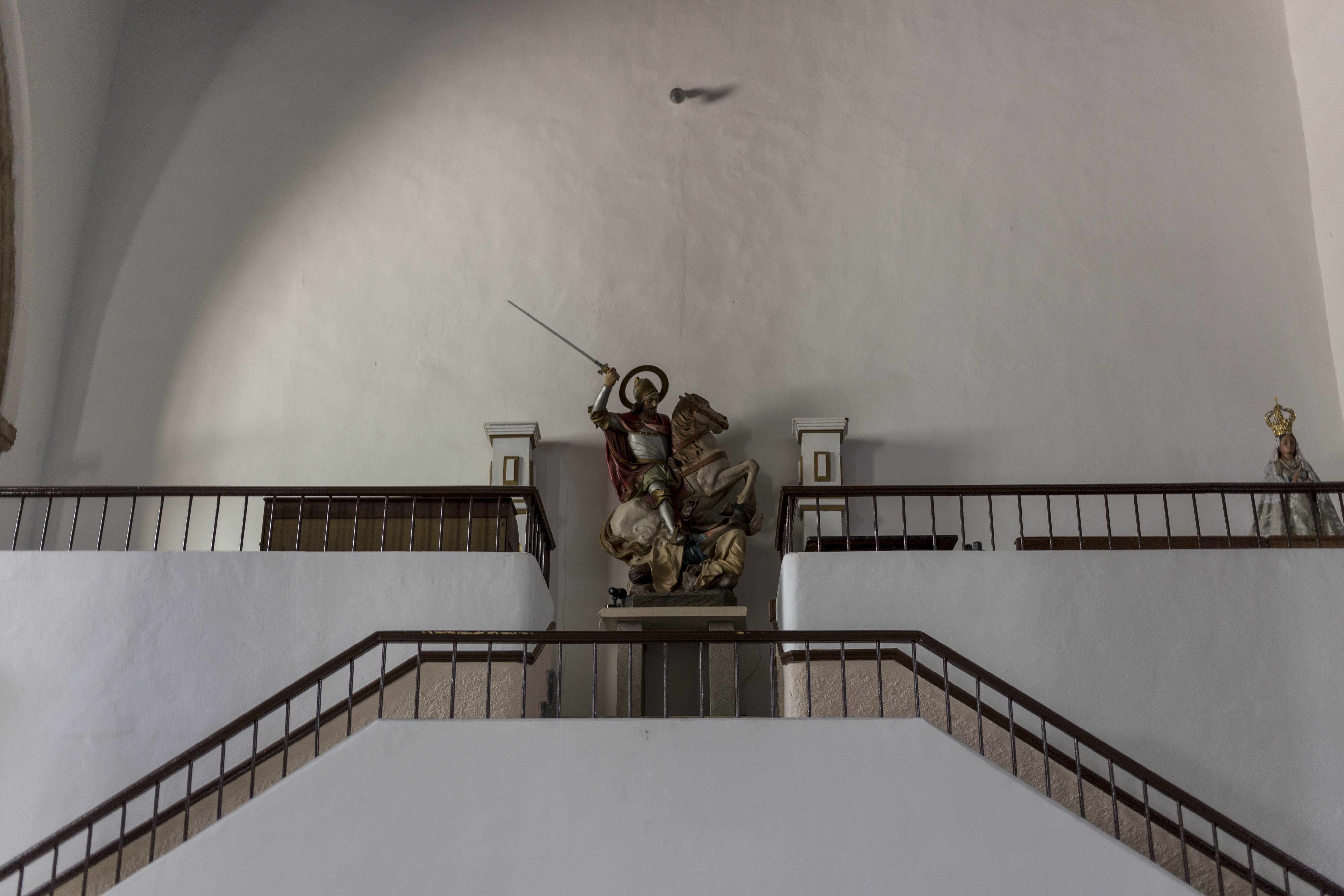
Nave principal de la iglesia

A destacar la ermita de Nuestra Señora de los Remedios y el rollo de justicia. De especial relevancia es también la iglesia parroquial de Santiago el Mayor, considerado como el monumento más relevante de la villa. Su estilo arquitectónico no es puro, sino que es mezcla de varios clásicos. Consta de una planta de cruz latina de tres naves, la central más ancha y alta que las dos laterales, la techumbre es de un buen maderamen labrado y pintado. 
A mediados del siglo XVI sufrió grandes reformas, datando su forma actual a esa fecha. En el mismo lugar estaba emplazada otra más antigua, lo que se comprueba por los restos de construcción hallados. 
A través de los tiempos, el templo ha sufrido varios arreglos: principalmente han sido reparados el tejado, maderamen y el piso, destacando el arreglo ocurrido en 1832 y el posterior a la guerra civil, donde se produjeron daños sobre los altares e imágenes datadas en el siglo XVII. 
Adosado a la Iglesia existía un campanario, que fue demolido en diciembre de 1923 por estar inclinado y temerse su derrumbamiento, así como para construir en su lugar una torre. En la espadaña de éste existían dos campanas de bronce del siglo XVII, llamadas María y Santa Bárbara, desaparecidas durante la última guerra civil, en su parte superior y al centro, estaba colocada otra más pequeña, conocida comúnmente como la Señalilla, que aún se conserva.
A su lado se levantó en 1917 un torreón de ladrillo para colocar el reloj de la villa.

## Cultura

### Fiestas
- 25 de julio: Santiago Apóstol.
- 8 de septiembre: Virgen de los Remedios.

### Gastronomía
En su gastronomía cabe destacar el ajocano, las patatas rebolcás, las patatas al ajoarriero, los guisos de caza tanto mayor como menor, las migas , los retorcíos  y los encañaos. También son muy apreciados los guisos a base de productos autóctonos de temporada, como son el níscalo, la colleja, el cardillo y el espárrago verde silvestre.